# Dorcadion aguadoi
Dorcadion aguadoi là một loài bọ cánh cứng trong họ Cerambycidae.